# Ferdinand Zdeněk z Lobkowicz
Ferdinand Zdeněk z Lobkowicz, také z Lobkovic (23. ledna 1858 Praha – 22. prosince 1938 Nelahozeves), celým jménem německy Ferdinand Zdenko Maria Fürst von Lobkowitz, byl český šlechtic a 10. kníže z Lobkowicz z roudnické primogenitury. Po vzniku Československa se musel vypořádat se zrušením šlechtických titulů a záborovým zákonem č. 215/1919 Sb. Jeho synové mu přinesli problémy v následnictví.

## Původ a kariéra
Narodil se jako prvorozený syn Mořice Aloise z Lobkowicz (1831–1903), 9. knížete z Lobkowicz, a jeho manželky Marie Anny z Öttingen-Wallersteinu (1839–1912).
V roce 1884 byl jmenován císařským komorníkem a v roce 1904 tajným radou. V roce 1908 se zařadil mezi rytíře Řádu zlatého rouna. V roce 1918 došlo k rozpadu Rakousko-Uherska, vyhlášení samostatného Československa a následnému zrušení šlechtických titulů. Dne 19. ledna 1919 se Ferdinand Zdeněk rozhodl změnit příjmení na staročeskou formu Lobkowicz. Německá verze Lobkowitz se přestala používat. Další ranou pro rodinu byla pozemková reforma, po jejímž provedení se značně zmenšila rozloha vlastněných nemovitostí.
Protože se jeho dědic Maxmilián Ervín oženil v roce 1923 s rozvedenou šlechtičnou anglikánské víry, a tak porušil rodinná pravidla o sňatcích, přešel po smrti Ferdinanda Zdeňka v roce 1938 titul panujícího knížete z Lobkowicz a roudnického vévody na Jaroslava Aloise z Lobkowicz (1877–1953) z křimické větve rodu.
Byl jako poslední pohřben v rodové hrobce v kostele svatého Václava v Roudnici nad Labem.

## Majetek
Po smrti otce v roce 1903 zdědil majoráty Roudnice nad Labem, Jezeří a Bílina. Dále vlastnil panství Libčeves a Vysoký Chlumec a původní rodové sídlo Lobkovice. Dne 21. října 1920 na základě tzv. Londýnské rodinné dohody postoupil užívací práva k majorátům druhorozenému synovi Maxmiliánovi. Prvorozený syn Ferdinand Josef se práv vzdal a v roce 1921 se oženil s neurozenou ženou. V roce 1927 došlo k vyrovnání nároků pro pozdějšího jazzového hudebníka, Zdeňka Hyacinta (1924–1964), syna Ferdinanda Josefa. Bylo mu přiznáno odškodnění dvacet milionů korun a právo doživotně pobývat v Lobkovickém paláci na Pražském hradě a v létě na zámku Jezeří.

## Rodina
Dne 4. září 1884 se v Vídni oženil s Annou Bertou z Neippergu (7. 8. 1857 Praha – 9. 4. 1932 Chomutov) pocházející ze staré říšské šlechty, dcerou hraběte Ervína Františka z Neippergu (1813–1897) a jeho manželky Růženy (Rosy) z Lobkowicz (1832–1905). Narodilo se jim deset dětí (čtyři synové a šest dcer):
- 1. Ferdinand Josef (27. 12. 1885 Bílina – 16. 1. 1953 Praha, pohřben v Břevnově), vzdal se svých nástupnických práv v roce 1920
  - ∞ (5. 2. 1921 Praha) Klotilda Leopoldina Volková (6. 12. 1888 Vídeň – 23. 1. 1970 Mnichov)
- 2. Marie Rosa Josefa (9. 10. 1887 Jezeří – 3. 2. 1967 Capellen bei Euskirchen)
  - ∞ (30. 9. 1907 Praha) Adam-Ferdinand z Schall-Riaucouru (28. 7. 1883 Gaussig – 29. 4. 1949 Heimerzheim)
- 3. Maxmilián Ervín (29. 12. 1888 Bílina – 1. 4. 1967 Dover, Massachusetts), dědic
  - ∞ (civilně 1. 12. 1924 Londýn) Gillian Margaret Hope Somerville (16. 10. 1890 Londýn – 2. 3. 1982 Dover, Massachusetts)
- 4. Anna Marie Josefína (20. 7. 1890 Košťany – 31. 3. 1964 Tutzing)
  - ∞ (7. 1. 1911 Praha) Hubert Maria ze Stolberg-Stolbergu (24. 2. 1881 Vídeň – 11. 4. 1963 Tutzing)
- 5. Leopoldina Marie Josefina (21. 8. 1891 Košťany – 15. 1. 1981 Praha)
  - ∞ (10. 1. 1922 Praha) Rembert z Korffu, zv. Schmising-Kerssenbrock (30. 6. 1887 Líšťany – 8. 2. 1958 Praha)
- 6. Karel Borromeus (13. 2. 1893 Bílina – 15. 6. 1916 Rudnia, Volyň, padl), c. k. nadporučík hulánského pluku č. 2
- 7. Hedvika Marie Josefa (25. 6. 1894 Košťany – 7. 10. 1966 Klagenfurt)
  - ∞ (15. 2. 1917 Vídeň) František z Auerspergu (8. 4. 1887 Vídeň – 10. 5. 1953 St. Martin bei Lofer)
- 8. Gabriela Marie Josefa (18. 10. 1895 Bílína – 25. 9. 1969 Starnberg)
  - ∞ (11. 5. 1922 Bílina) Karel z Almeidy (27. 6. 1885 Starnberg – 27. 8. 1975 Starnberg)
- 9. Josefína Marie Anna (25. 7. 1897 Košťany – 5. 3. 1972 Řezno)
  - ∞ (4. 9. 1920 Jezeří) Ondřej z Schall-Riaucouru (18. 9. 1884 Gaussig – 21. 2. 1958 Wernberg)
- 10. Jiří Kristián (3. 6. 1902 Košťany – 30. 3. 1928 Cannes, autonehoda)